# Liste der denkmalgeschützten Objekte in Chrastava
Grundlage dieser Liste der denkmalgeschützten Objekte in Chrastava ist die ÚSKP-Liste (Ústřední seznam kulturních památek České republiky, deutsch Zentrale Liste der Kulturdenkmäler der Tschechischen Republik), die von der tschechischen Denkmalschutzbehörde NPÚ (Národní památkový ústav, deutsch Nationale Denkmalbehörde) seit 1987 geführt wird und an die seit dem Jahr 1850 geschaffenen Listen anschließt.

## Denkmalgeschützte Objekte inChrastavanach Ortsteilen

### ChrastavaI (Kratzau)
| Lage                                   | Objekt                                         | Beschreibung | ÚSKP-Nr.                  | Bild                                           |
| -------------------------------------- | ---------------------------------------------- | --- | ------------------------- | ---------------------------------------------- |
| Chrastava, nám. 1. máje (Standort)     | Mariensäule                                    | Säule mit Statue der Jungfrau Maria und Heiligenstatuen, Pestsäule | 25069/5-4328 Info Katalog | weitere Bilder                                 |
| Chrastava, nám. 1. máje (Standort)     | Brunnen                                        | Brunnen | 41510/5-4326 Info Katalog | weitere Bilder                                 |
| Chrastava, nám. 1. máje 1 (Standort)   | Rathaus                                        | Rathaus | 12619/5-5539 Info Katalog | weitere Bilder                                 |
| Chrastava, nám. 1. máje 46 (Standort)  | Haus Nr. 46                                    | Stadthaus | 12622/5-5554 Info Katalog | Haus Nr. 46                                    |
| Chrastava, nám. 1. máje 47 (Standort)  | Haus Nr. 47                                    | Stadthaus | 12623/5-5534 Info Katalog | Haus Nr. 47                                    |
| Chrastava, nám. 1. máje 138 (Standort) | Haus Nr. 138                                   | Stadthaus | 12624/5-5529 Info Katalog | Haus Nr. 138                                   |
| Chrastava, nám. 1. máje 139 (Standort) | Haus Nr. 139                                   | Stadthaus | 12625/5-5541 Info Katalog | Haus Nr. 139                                   |
| Chrastava, nám. 1. máje 140 (Standort) | Haus Nr. 140                                   | Stadthaus | 12626/5-5533 Info Katalog | Haus Nr. 140                                   |
| Chrastava, nám. 1. máje 141 (Standort) | Haus Nr. 141                                   | Stadthaus | 12627/5-5556 Info Katalog | Haus Nr. 141                                   |
| Chrastava, nám. 1. máje 142 (Standort) | Haus Nr. 142                                   | Stadthaus | 12628/5-5540 Info Katalog | Haus Nr. 142                                   |
| Chrastava, nám. 1. máje 143 (Standort) | Haus Nr. 143                                   | Stadthaus | 12629/5-5530 Info Katalog | Haus Nr. 143                                   |
| Chrastava, nám. 1. máje 144 (Standort) | Haus Nr. 144                                   | Stadthaus | 12630/5-5531 Info Katalog | Haus Nr. 144                                   |
| Chrastava, nám. 1. máje 251 (Standort) | Haus Nr. 251                                   | Stadthaus | 12631/5-5528 Info Katalog | Haus Nr. 251                                   |
| Chrastava, Frýdlantská 80 (Standort)   | Haus Nr. 80                                    | Stadthaus | 12618/5-5555 Info Katalog | weitere Bilder                                 |
| Chrastava, Muzejní 40 (Standort)       | Muzeum a knihovna                              | Stadthaus, Museum und Bibliothek | 12620/5-5527 Info Katalog | weitere Bilder                                 |
| Chrastava, Liberecká 326 (Standort)    | Ehem. Hotel Koruna                             | Stadthaus, ehem. Hotel Koruna | 16171/5-4329 Info Katalog | weitere Bilder                                 |
| Chrastava, Turpišova 407 (Standort)    | Ehem. Sparkasse                                | Ehem. Sparkasse, Kulturhaus, jetzt Sitz der Kunstschule | 12617/5-5536 Info Katalog | Ehem. Sparkasse                                |
| Chrastava, Nádražní 201 (Standort)     | Haus Nr. 201                                   | Bauernhaus | 33041/5-4327 Info Katalog | Haus Nr. 201                                   |
| Chrastava, Nádražní 200 (Standort)     | Haus Nr. 200                                   | Bauernhaus | 34870/5-4323 Info Katalog | Haus Nr. 200                                   |
| Chrastava, Nádražní 202 (Standort)     | Haus Nr. 202                                   | Bauernhaus | 16887/5-4324 Info Katalog | Haus Nr. 202                                   |
| Chrastava, bei Nr. 202 (Standort)      | Kruzifix                                       | Kruzifix | 25366/5-4325 Info Katalog | Kruzifix                                       |
| Chrastava, Pobřežní 135 (Standort)     | Haus Nr. 135                                   | Bauernhaus | 36404/5-4322 Info Katalog | Haus Nr. 135                                   |
| Chrastava, Pobřežní 131 (Standort)     | Haus Nr. 131                                   | Bauernhaus | 12614/5-5535 Info Katalog | Haus Nr. 131                                   |
| Chrastava, Pobřežní 132 (Standort)     | Haus Nr. 132                                   | Bauernhaus | 12615/5-5538 Info Katalog | Haus Nr. 132                                   |
| Chrastava, Pobřežní 133 (Standort)     | Haus Nr. 133                                   | Bauernhaus | 12616/5-5537 Info Katalog | Haus Nr. 133                                   |
| Chrastava, Mlýnská 103 (Standort)      | Haus Nr. 103                                   | Bauerngehöft, zerstört | 52237/5-4319 Info Katalog | BW                                             |
| Chrastava, Mlýnská 104 (Standort)      | Haus Nr. 104                                   | Stadthaus | 28960/5-4320 Info Katalog | Haus Nr. 104                                   |
| Chrastava, Mlýnská 95 (Standort)       | Führich-Haus                                   | Bauernhaus, sogen. Führich-Haus, 1802 von Wenzel Führich (1768–1836) erbaut. Geburtshaus von Joseph von Führich (1800–1876), dem bekannten Maler und Professor an der Akademie der bildenden Künste Wien, der hier seine Kindheit verbrachte. Gegenwärtig beherbergt es ein Krippen-Museum. | 41640/5-4335 Info Katalog | weitere Bilder                                 |
| Chrastava, Mlýnské ulice ()            | Straßenbrücke                                  | Straßenbrücke, Brücke über die Jeřice (Görsbach) | 22232/5-4321 Info Katalog | Straßenbrücke                                  |
| Chrastava (Standort)                   | Teil des Mühlengrabens und der Turbinen-Kammer | Wasserkanal-Abfluss vom Mühlenantrieb über die Spojovací-Straße zum Fluss Jeřice und die Turbinen-Kammer in der Straße Školní Nr. 136, das Industriegebäude Nr. 136 wurde aber nach der Flut von 2010 abgerissen.                                                                           | 105258 Info Katalog       | Teil des Mühlengrabens und der Turbinen-Kammer |
| Chrastava, Školní, Kostelní (Standort) | Laurentiuskirche                               | Laurentiuskirche | 35057/5-4334 Info Katalog | weitere Bilder                                 |
| Chrastava, Kostelní (Standort)         | Nepomukstatue                                  | Statue des hl. Nepomuk | 37392/5-4331 Info Katalog | weitere Bilder                                 |
| Chrastava, Školní 124 (Standort)       | Pfarrhaus                                      | Pfarrhaus | 22065/5-4332 Info Katalog | Pfarrhaus                                      |
| Chrastava, Školní 125 (Standort)       | Haus Nr. 125                                   | Stadthaus | 27136/5-4330 Info Katalog | Haus Nr. 125                                   |

### Chrastava II
| Lage                                        | Objekt                             | Beschreibung | ÚSKP-Nr.                  | Bild           |
| ------------------------------------------- | ---------------------------------- | --- | ------------------------- | -------------- |
| Chrastava, Andělohorská 418, 419 (Standort) | Ehem. Textilfabrik Feigl & Widrich | Farben- und Textilfabrik, mit Einzeldenkmalen Torhaus Nr. 418, Tor, ehem. Wasseraufbereitungsanlage (westlich vom Haus Nr. 369), Verwaltungsgebäude Nr. 419, Produktionshalle, Kraftwerk, Kesselhaus mit Schornstein an der Nordseite. Die Gebäude der Firma von Feigl & Widrich wurden 1904–1907 auf dem 6 ha großen Areal im Jugendstil mit holländischen Stilelementen erbaut. Die einheitliche architektonische Gestaltung der Mauern und des Interieurs stammt von der Reichenberger Firma Gustav Sachers Söhne, die Stahlbetonkonstruktionen von Eduard Asta. 1921 verkaufte Feigl & Widrich die Firma an den Textilana-Konzern. Nach dem Zweiten Weltkrieg arbeitete hier die tschechische Wollfabrik unter dem gleichen Namen. 2006 wurde es vom französischen Textilunternehmen Branaldi übernommen, der seine Verpackungsproduktion von Brandýs nad Labem hierher verlegt hat. Der Eigentümer des Gebäudes ist Filip Horatschke, der hier ein Kulturzentrum errichten will. | 52143/5-5943 Info Katalog | weitere Bilder |

### Horní Chrastava (Oberkratzau)
| Lage                                        | Objekt       | Beschreibung | ÚSKP-Nr.                  | Bild           |
| ------------------------------------------- | ------------ | ------------ | ------------------------- | -------------- |
| Horní Chrastava, Frýdlantská 298 (Standort) | Haus Nr. 298 | Bauernhaus   | 49711/5-5846 Info Katalog | weitere Bilder |

### Andělská Hora (Engelsberg)
| Lage                                                 | Objekt              | Beschreibung        | ÚSKP-Nr.                  | Bild           |
| ---------------------------------------------------- | ------------------- | ------------------- | ------------------------- | -------------- |
| Andělská Hora, zwischen Nr. 14, 16 und 18 (Standort) | Maria-Schnee-Kirche | Maria-Schnee-Kirche | 52178/5-5945 Info Katalog | weitere Bilder |
| Andělská Hora, Dorfplatz (Standort)                  | Kruzifix            | Kruzifix            | 37279/5-4336 Info Katalog | weitere Bilder |

### Dolní Vítkov(Nieder Wittig)
| Lage                                 | Objekt      | Beschreibung | ÚSKP-Nr.                  | Bild           |
| ------------------------------------ | ----------- | --- | ------------------------- | -------------- |
| Dolní Vítkov 34 (Standort)           | Haus Nr. 34 | Bauernhaus | 27554/5-4493 Info Katalog | Haus Nr. 34    |
| Dolní Vítkov, Ortszentrum (Standort) | Kruzifix    | Kruzifix, seit März 2015 nach Restaurierung wieder vor Ort | 22032/5-4492 Info Katalog | weitere Bilder |
| Dolní Vítkov 71 (?) (Standort)       | Pfarrhaus   | Pfarrhaus – fehlerhafte Angabe, da in Dolní Vítkov nie eine Kirche stand. Das alte Pfarrhaus, wohl bei der Kirche Mariä Heimsuchung in Horní Vítkov, wurde vermutlich zusammen mit dem Herrenhaus und dem Friedhof um 1980 zerstört. | 52505/5-4495 Info Katalog | BW             |

### Horní Vítkov(Ober Wittig)
| Lage                    | Objekt                   | Beschreibung             | ÚSKP-Nr.                  | Bild           |
| ----------------------- | ------------------------ | ------------------------ | ------------------------- | -------------- |
| Horní Vítkov (Standort) | Kirche Mariä Heimsuchung | Kirche Mariä Heimsuchung | 38462/5-4494 Info Katalog | weitere Bilder |